# Сібагатуліна Васіля Сайфутдінівна
Васіля Сайфутдінівна Сібагатуліна (нар. 28 жовтня 1975) — киргизька та українська футболістка.

## Життєпис
Футбольну кар'єру розпочала в бішкекській «Азалії», у футболці якої 1992 року виграла чемпіонат СНД з футболу серед жінок.
1994 року переїхала до України, де стала гравчинею «Донецька». У футболці городян дебютувала 24 квітня 1994 року в переможному (2:1) домашньому поєдинку Вищої ліги України проти макіївської «Сталі-Ніки-ММК». У команді провела два сезони, за цей час у Вищій лізі України зіграла 26 матчів, ще 5 поєдинків провела у кубку України. Дворазова чемпіонка України.

## Досягнення
- Вища ліга чемпіонату України
  -  Чемпіон (2): 1994, 1995

- Кубок України
  -  Фіналіст (1): 1995